# ダニエル・ウォーターズ
ダニエル・ウォーターズ（Daniel Waters, 1962年11月30日 - ）は、アメリカの脚本家、映画監督。ブラック・コメディの旗手。クリーブランド出身。

## 略歴
1989年に『ヘザース/ベロニカの熱い日』でデビュー。当初、3時間ほどの長さで、スタンリー・キューブリックを監督に想定していた。この映画がカルト的人気を博するも、『フォード・フェアレーンの冒険』（1990年）と『ハドソン・ホーク』（1991年）で2年連続でゴールデンラズベリー賞最低脚本賞を受賞し、その後も『バットマン リターンズ』（1992年）以外に特にヒット作もなくフェードアウトしていった。しかし2007年、デビュー作の主演女優ウィノナ・ライダーを出演させた『セックス・カウントダウン』などで監督デビューを果たした。

## フィルモグラフィ
- ヘザース/ベロニカの熱い日 Heathers （1989年） 脚本
- フォード・フェアレーンの冒険 The Adventures of Ford Fairlane （1990年） 脚本
- ハドソン・ホーク Hudson Hawk （1991年） 脚本
- バットマン リターンズ Batman Returns （1992年） 原案・脚本
- デモリションマン Demolition Man（1993年）　　脚本
- セックス・カウントダウン Sex and Death 101 （2007年） 脚本・監督